# Redakteursvertretung
Eine Redakteursvertretung (gelegentlich auch Redakteursausschuss genannt) ist die Berufsgruppenvertretung der Programmmitarbeiter in öffentlich-rechtlichen Rundfunkanstalten. Sie wird von der Redakteursversammlung gewählt.
Mit einem solchen nicht hierarchisch eingebundenen Gremium können Programmkonflikte zwischen Programmmitarbeitern und Vorgesetzten gelöst und Programmentscheidungen von arbeitsrechtlichem Druck ferngehalten werden. Der von den Beteiligten akzeptierte Leitgedanke dabei ist, dass es für eine demokratisch verfasste Gesellschaft von grundlegender Bedeutung ist, die Rundfunkfreiheit zu wahren und gegen jedweden Eingriff zu schützen.
Die Redakteursvertretung muss von der Geschäftsleitung der Rundfunkanstalt gehört werden, bevor im Sender grundsätzliche Maßnahmen mit wesentlicher Auswirkung auf das Programm getroffen werden sollen. Außerdem muss sie sich um die Lösung von Programmkonflikten bemühen.

Beispielhaft ein Auszug aus dem WDR-Redakteursstatut: 

„Jeder Programmmitarbeiter, der die Freiheit seiner journalistischen oder künstlerischen Arbeit im Rundfunk als beeinträchtigt ansieht, kann die Redakteursvertretung anrufen. Die Redakteursvertretung ist verpflichtet, der Sache unverzüglich nachzugehen. Dem Anrufenden darf daraus kein Nachteil entstehen.“

## Journalistische Verantwortung
Die Rundfunkanstalt erfüllt ihren Programmauftrag im Rahmen ihres Selbstverwaltungsrechts in eigener Verantwortung, insbesondere durch die berufliche Qualifikation und Funktion ihrer Programmmitarbeiter. Die Aufgabe der Programmmitarbeiter ist die Mitwirkung an der Erfüllung der gesetzlichen Aufgaben. Das Bundesverfassungsgericht stellt diese Aufgabe der Programmmitarbeiter heraus und grenzt sie ab gegen eine etwa unterstellte Interessenvertretung.

„Durch eine (…) Redakteursbeteiligung an der Programmgestaltung und -verantwortung soll innerhalb des arbeitsteiligen Unternehmens Rundfunk diejenige Berufsgruppe gestärkt werden, die den Auftrag des Rundfunks, Medium und Faktor der Meinungsbildung zu sein, unmittelbar erfüllt. Deswegen handelt es sich bei der Redakteursbeteiligung nicht um die Einräumung externen Einflusses, sondern um interne Mitsprache bei der Wahrnehmung der von Art. 5 Abs. 1 Satz 2 GG geschützten Funktion. Als solche wird sie den Redakteuren nicht im Interesse ihrer Selbstverwirklichung im Beruf oder zur Durchsetzung ihrer subjektiven Auffassungen eingeräumt, sondern zur Erfüllung ihrer Vermittlungsfunktion.“

## Redakteursversammlung
Zur wirksamen Wahrnehmung der gesetzlichen Aufgaben und zur Beteiligung an darauf bezogenen anstaltsinternen Meinungs- und Willensbildungsprozessen bereitet die Redakteursvertretung Versammlungen der Programmmitarbeiter vor, auf denen Fragen von grundsätzlicher Bedeutung entschieden werden. Die Redakteursvertretung führt die Beschlüsse aus und entscheidet auf der Grundlage dieser Beschlüsse und des Redaktionsstatuts über einzelne Angelegenheiten.

## Senderübergreifende Organisationsform
Im Lauf der Zeit hat sich herausgestellt, das Redakteursvertretungen nicht wirkungsvoll auf allen relevanten Ebenen agieren können, wenn sie sich nur auf die jeweilige Problemlage ihrer eigenen Sender beschränken, zumal nicht in jedem Sender ein Redakteursstatut durch einen Staatsvertrag abgesichert ist. Die Konkurrenz mit den kommerziellen Sendern aber auch der öffentlich-rechtlichen Sender untereinander bewirkt Auswirkungen auf das Programm, denen nur durch eine gemeinsame Positionsbestimmung wirkungsvoll begegnet werden kann. Aus diesem Grund bildete sich 1984 die Arbeitsgemeinschaft der Redakteursausschüsse (AGRA), eine Plattform, auf der sich die Redakteursvertreter von ARD, Deutschlandradio, Deutsche Welle und ZDF austauschen. Sie nimmt öffentlich Stellung zu medienrelevanten Themen und setzt sich dafür ein, in allen Sendern ein Redaktionsstatut zu etablieren.  Im Mai 2019 hat die AGRA mit dem Redakteursrat des Österreichischen Rundfunk, ORF, eine Zusammenarbeit gegen Angriffe von populistischen Parteien vereinbart.